# Hippodraco
Hippodraco („koňovitý drak“) je rod dávno vyhynulého ornitopodního dinosaura ze skupiny Iguanodontia, který žil v období spodní křídy (věk barrem až apt, asi před 130 až 120 miliony let) na území západu Severní Ameriky.

## Popis
Fosilní pozůstatky tohoto dinosaura byly objeveny na území státu Utah v USA v sedimentech geologického souvrství Cedar Mountain. Šlo o vývojově primitivního zástupce skupiny, který dosahoval menších rozměrů (délka kolem 4,5 metru a hmotnost zhruba 400 kilogramů). Byl popsán spolu s větším příbuzným rodu Iguanacolossus na základě částečně dochované kostry jednoho jedince (UMNH VP 20208). Popsán byl v listopadu roku 2010 týmem amerických paleontologů ze sedimentů souvrství Cedar Mountain. Je znám pouze jeden druh tohoto rodu, H. scutodens (latinské druhové jméno znamená "šupinatý zub").